# گناه یک خانواده
گناه یک خانواده (انگلیسی: Sin of a Family; کره‌ای: 우리 이웃의 범죄) یک فیلم جنایی سال ۲۰۱۱ کره جنوبی به تهیه‌کنندگی شین هیون-جون، دربارهٔ کارآگاهی است که در مورد وضعیت مرگ یک پسر بچه مبتلا به اوتیسم تحقیق می‌کند.

## بازیگران
- شین هیون-جون در نقش جو چانگ شیک
- جون نو-مین در نقش جونگ این سو، پدر
- وانگ هی جی در نقش گو یونگ سوک، مادر
- لی کی-وو در نقش کارآگاه لی
- جونگ وون جونگ در نقش سو، رئیس بخش
- جو سانگ یون در نقش جونگ میونگ هوان، کوچک‌ترین پسر
- کیم سو-هیون در نقش جونگ میونگ هی، دختر
- پارک چانگ ایک در نقش جونگ میونگ چول، بزگترین پسر
- اوه این هه در نقش گو کوم سوک، خواهر کوچکتر یونگ سوک
- کیم یونگ وو در نقش کارآگاه کیم
- لی جه ووک در نقش کارآگاه مون
- کیم یونگ ووک در نقش کارآگاه پارک
- نو یونگ-هاک در نقش جو گیونگ سو، پسر چانگ شیک
- چوی جونگ هون در نقش مرد جوان محله

## انتشار
گناه یک خانواده در فستیوال فیلم فوق‌العاده بوچون ۲۰۱۰ به نمایش درآمد.